# 9886 Aoyagi
9886 Aoyagi eller 1994 VM7 är en asteroid i huvudbältet som upptäcktes den 8 november 1994 av den japanska astronomen Satoru Otomo i Kiyosato. Den är uppkallad efter Fusao Aoyagi.
Asteroiden har en diameter på ungefär 3 kilometer och den tillhör asteroidgruppen Nysa.